# Nižné Ladičkovce
Nižné Ladičkovce est un village de Slovaquie situé dans la région de Prešov.

## Histoire
Première mention écrite du village en 1478.

## Géographie
La municipalité s’élève à une altitude de 212 mètres et couvre une superficie de 8 549 km2.

## Démographie

### Évolution de la population
| Année:               | 1994. | 2004.   | 2014.   | 2024.   |
| -------------------- | ----- | ------- | ------- | ------- |
| Nombre de personnes: | 344   | 365     | 353     | 321     |
| Différence:          |       | +6,10 % | -3,28 % | -9,06 % |

| Année:               | 2023. | 2024.   |
| -------------------- | ----- | ------- |
| Nombre de personnes: | 325   | 321     |
| Différence:          |       | -1,23 % |